# 手銬

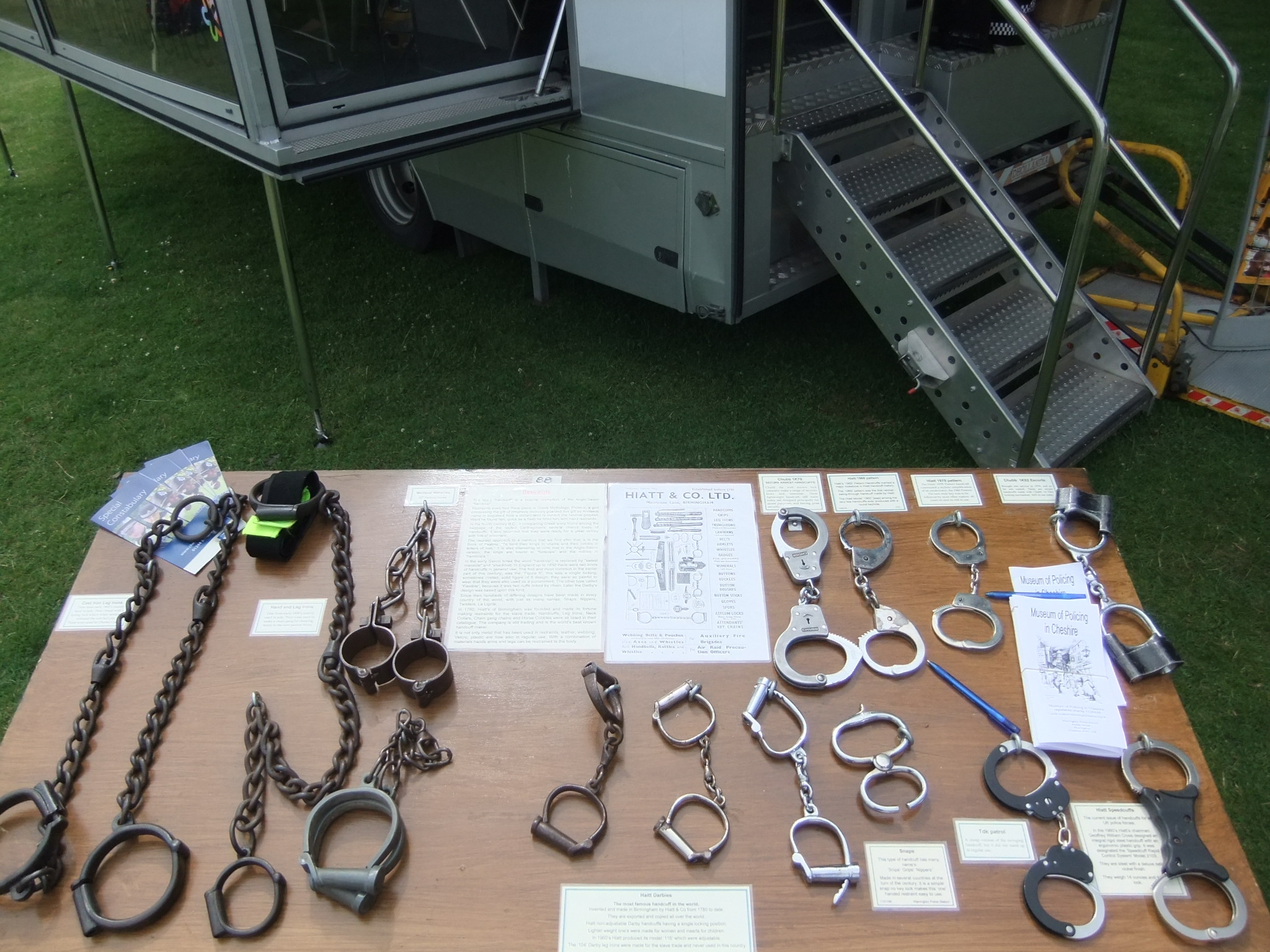
常见的手铐种类

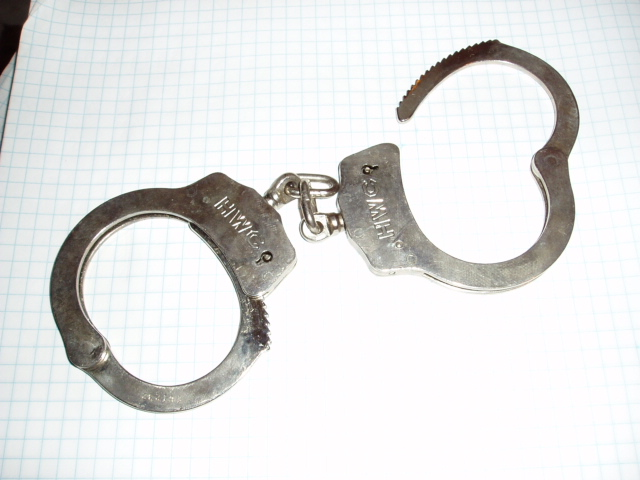
手銬（鍊銬）

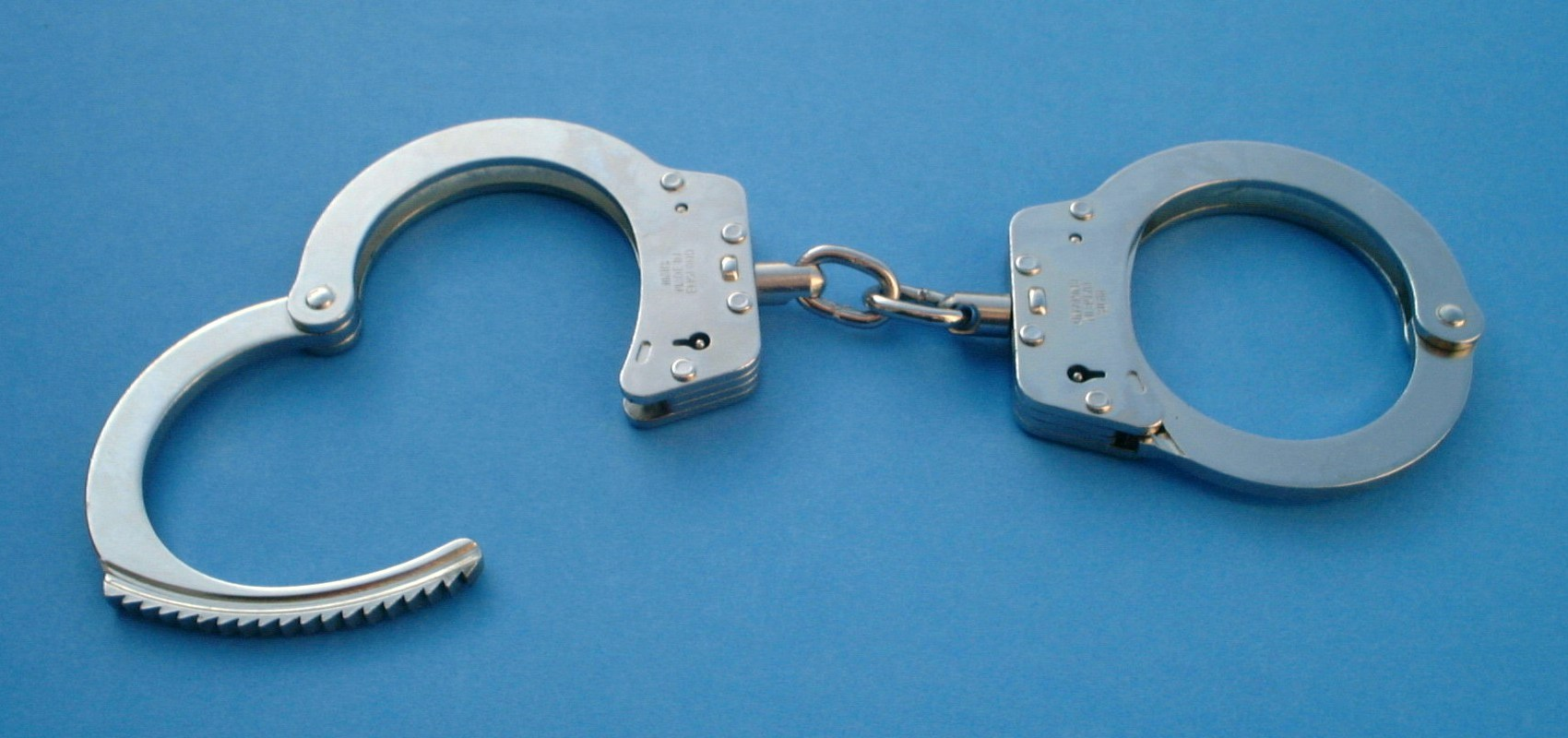
鍊銬（手銬）

手銬又稱手鐐、手扣、香港俗稱孖葉，是一種束縛人手腕的裝置，多為金屬製，常見於軍警單位使用。可分為兩個銬環，中間以鍊條連結，銬環可調整緊度以束縛不同的手腕。若是沒有鑰匙等工具開啟手銬的話，被銬住的雙手行動上將變得相當不便，使得被銬者無法自由行動。常用制服犯人，以避免脫離掌控。在香港俗稱孖葉是因為手銬打開後成條狀，猶如兩片細葉子般。
另外，手銬的使用在世界多個地方亦受到個人權利約束和限制，並非拘捕就等於可以對被捕者使用手銬。
一般而言，若然疑犯並非情緒激動，自殘，拒捕，反抗，襲擊，逃走的狀態，疑犯是可以行使個人權利拒絕被銬上手銬。
但在不使用手銬扣押疑犯時，警方考慮到安全的情況下，必須確保疑犯的雙手都在視線範圍之內。

## 種類

### 板銬、链銬與剛性銬
板銬與链銬是常見的兩種手銬的形態，其差異主要在於銬環的連接處，链銬為較早期的設計，銬環間以2至3個鐵圈串連，這樣的設計雖然束縛著人的雙手，但由鍊條長度所構成的活動半徑依然相當的長，被銬者行動上依然十分地方便。
有鑑於此，漸漸地板銬開始被採用，由於銬環的連接處是以2或3個鐵圈並連，兩銬環間距變得相當短，也無法自由的將手腕做前後的旋轉，活動上的限制也因此變得很大。
板銬因連結鐵圈的不同，又被稱為雙链手銬（三链手銬），相對的，链銬又被稱為單链手銬。
剛性銬（Rigid Handcuffs）類似與板銬，對囚犯限制更大，中間沒有可以摺叠的部分，但因此也犧牲了一些便携性。

### 古式手銬
在中國使用管銬或稱筒銬（由美國1930年代的H&R Super handcuffs仿製），與板銬與链銬的主要不同在於連接處有管狀的突出鑰匙孔，而不是做在銬環的平面上。
在巴基斯坦仍舊使用Darby風格的古式手銬。

### 單重鎖與雙重鎖
現代的手銬為了避免被輕易的開啟，大多數具有雙重鎖的功能。
手銬的初始狀態與銬上後的狀態為單重鎖，此時銬環是可以單向旋轉，以銬住人的手腕與銬緊人的手腕。
當手銬固定住後，可以被鎖定，成為雙重鎖的狀態，此時的手銬便無法旋轉，不會再銬緊，也無法直接開啟，需先取消鎖定的狀態，變成單重鎖後，再解除單重鎖的，才能開啟。在雙重鎖的狀態下，卡榫是不會動的，可以避免被鐵絲等工具輕易撬開手銬。

### 拇指銬與腳鐐

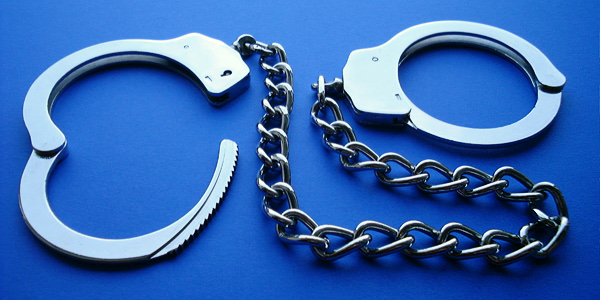
腳鐐

除了銬住手腕的手銬外，常見的還有銬住拇指指結的拇指銬與銬住腳腕的腳鐐，與手銬不同的地方在於其銬環半徑與重量，手銬的重量一般為0.3公斤左右，而腳鐐常見的重量為1－3公斤左右。

### 塑膠手銬
當需要束縛大量的人數時，一般很少單位會擁有大量價格較高的傳統手銬，為了大量使用上的需要，此時會使用到塑膠手銬。其原理與坊間的束線帶相同，可以說是兩條束線帶的結合。不同的是，為了達到束縛的效果，塑膠手銬所要求的承重力相對的高得多，一般為100公斤左右，此外為了開啟與重複使用的必要，塑膠手銬會提供類似鑰匙的特殊工具開啟。

### 情趣手銬與玩具手銬

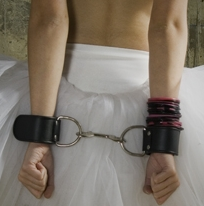
情趣手铐

性商店、玩具商店也會提供類似手銬的商品，不同的是其功能。情趣手銬主要在於性愛上的需求，故銬環會扮以裝飾，以特殊的型態吸引民眾選購，能在BDSM活动中为双方增进大量感情。玩具手銬由於是玩具，一般會選用塑膠材質製造，只要施以較大的力道既可破壞，以避免鑰匙不見打不開的窘境。為了安全性，情趣手銬性玩具手銬一般都會提供安全開關，即便鑰匙不見了，仍能使用安全開關以開啟。

### 手銬飾品
由於手銬的獨特造型，再加上設計師的設計，常出現於手鍊、項鍊、手環等設計上，成為飾品的一種。例如在臺灣，一款手提包曾因提把設計成鍊銬样式而無法出關。

## 開鎖工具

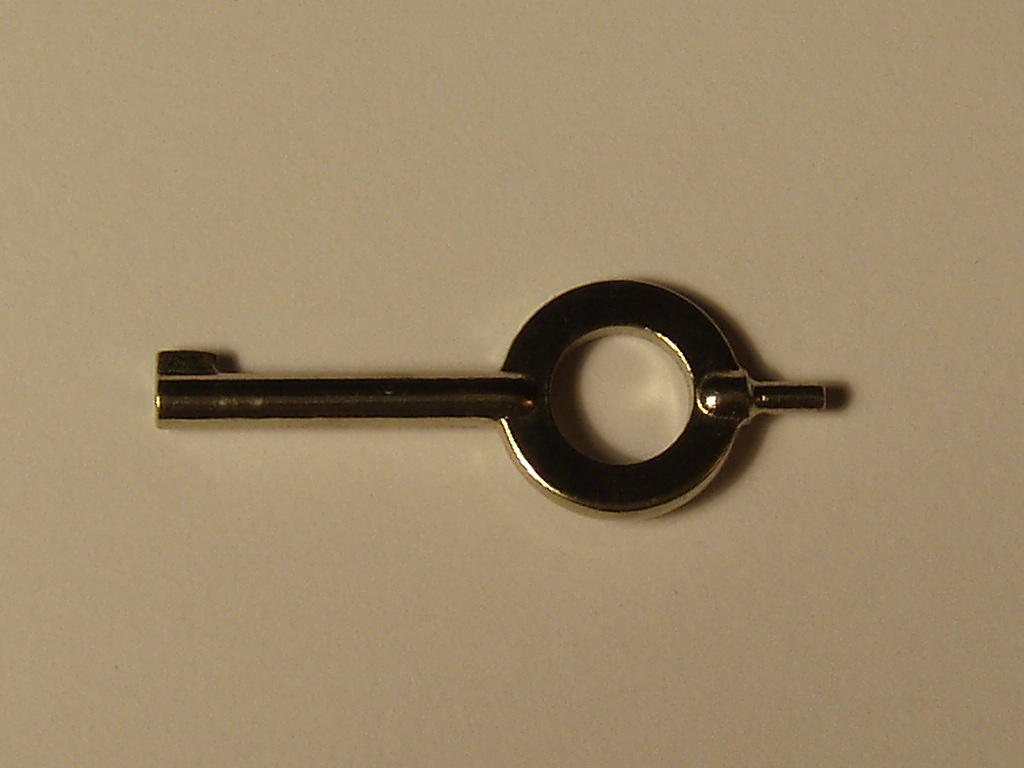
手銬鑰匙，長的一端是開鎖用，短的一端是用於由單重鎖切至雙重鎖用

- 鑰匙：手銬設計上需使用特定的鑰匙才能開鎖與上鎖，鑰匙可以開啟同類型的手銬，亦可開啟腳鐐、姆指銬等。為了避免鑰匙通用容易取得的問題，部份手銬會設計特殊的鎖，例如雙卡榫鎖，以避免人犯使用暗藏的通用鑰匙開啟之。
- 髮夾：髮夾與鐵絲是電影中常見的開鎖工具，利用髮夾也確實能開啟一般的手銬。部份新型的安全手銬，利用增加鎖的複雜度以避免被髮夾等工具輕易的開啟。
- 纸片：普通的纸片，例如一元纸币，通过一些技巧性操作，熟练者只需12秒[2]即可开启旧式手铐[3]。此开锁方法在中国大陆因邢鲲自缢事件而广为人知。昆明市公安局公佈一名疑犯邢鲲用紙幣解開手銬，然後自殺。但有警用裝備供應商表示，現時公安已經使用新式手銬，用紙幣解開手銬「幾乎是不可能」[4]。

## 相關
- 指銬
- 腳鐐

## 资料来源
1. ↑  . 台視新聞.   [2009-12-25].[永久]
2. ↑  . 都市时报.   [2009-12-25].[永久]
3. ↑  Hoekomjelos. . youtube. 2009-01-06  [2009-12-25]. （原始内容存档于2015-01-14）.
4. ↑  . 明報. 2009-12-18  [2009-12-21]. （原始内容存档于2009-12-21）.